# No estoy loco
No estoy loco es el cuarto disco de Rodrigo González Rockdrigo. Fue editado después de su fallecimiento. Contiene grabaciones caseras y conciertos en diversos estudios. Fue remezclado en 1992 por Fausto Arrellín y lleva por título el de la canción homónima.

## Lista de canciones
1. No estoy loco
2. Puedes
3. ¿Qué hacer?
4. Oye tú, pescador
5. ¿Por qué?
6. Islas
7. Si acaso...
8. Canción de amor
9. Amor de teléfono esquinero
10. Si un día despertara

## Otras versiones
- ¿Que hacer? por Rubén Albarrán de Café Tacvba.
- Canción de amor por Armando Palomas.

- Datos: Q6043747